# Moja ljubov'
Moja ljubov' (Моя любовь) è un film del 1940 diretto da Vladimir Vladimirovič Korš-Sablin.